# Capital de crescimento
Capital de crescimento (também chamado de capital de expansão ou capital próprio de equidade) é um tipo de investimento private equity. Na maioria das vezes, um investimento minoritário em empresas relativamente maduras que estão em busca de capital para ampliar ou reestruturar operações, entrar em novos mercados ou financiar uma aquisição significativa sem uma mudança de controle no negócio.[1]
As empresas que buscam capital de crescimento, muitas vezes fazem isso a fim de financiar um evento de transformação em seu ciclo de vida. Essas empresas tendem a ser mais maduras do que as empresas financiadas pelo capital de risco, capazes de gerar receitas e lucros operacionais, mas incapazes de gerar caixa suficiente para grandes expansões, aquisições ou outros investimentos. Devido a falta de escala a essas empresas, geralmente, elas podem encontrar algumas condutas alternativas para garantir capital para o crescimento. Por isso, o acesso ao capital para o crescimento do patrimônio pode ser crucial para prosseguir na expansão das instalações necessárias, vendas e iniciativas de marketing, aquisição de equipamentos e desenvolvimento de novos produtos. [2] O capital de crescimento também pode ser utilizado para efetuar uma reestruturação de equilíbrio da folha de uma empesa, especialmente para diminuir a quantidade de alavancagem (dívida) que uma empresa tem em sua balanço patrimonial.
O capital de crescimento é muitas vezes estruturado como o capital próprio comum ou ações preferenciais, embora alguns investidores vão usar vários títulos híbridos que incluem um retorno contratual (ou seja, pagamento de juros), além de uma participação acionária na empresa. Muitas vezes, as empresas que buscam investimentos de capital de crescimento não são bons candidatos para contrair dívidas adicionais, seja por causa da estabilidade dos lucros da empresa ou por causa de seu nível de endividamento existente.

## Provedores
O capital de crescimento reside na intersecção do capital privado, capital de ventura e capital de crescimento, tais como é fornecido por uma variedade de fontes. Embora exista um número de empresas dedicadas  ao capital de crescimento. Os investimentos de capital de crescimento são feitos em último estágio por investidores de capital de risco, bem como empresas de aquisições tradicionais. Particularmente em mercados onde a dívida é o menos disponível para financiar aquisições alavancadas ou onde a competição é intensa para financiar empresas startups, o capital de crescimento torna-se uma alternativa atraente.[3]